# Застава Еритреје
Тренутна верзија заставе Еритреје усвојена је 5. децембра 1995. године. Највећи део заставе заузима црвени троугао који се протеже преко целе заставе а око њега се налазе зелени и плави троугао. Зелена боја на застави симболизију плодност, односно пољопривреду, плава океан а црвена проливену крв у борби за слободу. У црвеном троуглу се налази симболизовано приакзани жути венац са 14 листова. Овај елемент је преузет из старе верзије заставе из 1952. године на којој су се налазиле жуте звездице. И троуглови имају симболично значење. Према крају заставе црвени троугао се сужава што симболизује наду да у Еритреји неће више бити сукоба и да ће завладати мир. 